# Chloropoea poggeoides
Chloropoea poggeoides är en fjärilsart som beskrevs av Edward Bagnall Poulton. Chloropoea poggeoides ingår i släktet Chloropoea och familjen praktfjärilar. Inga underarter finns listade i Catalogue of Life.